# Giovanni Alfonso Borelli
Pour les articles homonymes, voir Borelli.
Giovanni Alfonso Borelli (28 janvier 1608, Naples – 31 décembre 1679, Rome) est un mathématicien, philosophe, astronome, médecin et physiologiste italien. On lui attribue un rôle fondateur dans l'histoire de la physiologie.

## Biographie
Né à Naples en 1608, Giovanni Alfonso Borelli est le fils d'un soldat espagnol, Miguel Alonso, et d'une Italienne, Laura Porello (dite aussi Porelli ou Borelli).
Sa vie peut être divisée comme suit : Rome (1614-1635), Messine (1635-1656), Pise (1656-1667), Messine (1667-1674), Rome (1674-1679).
Il aurait étudié à Rome les mathématiques avec Benedetto Castelli. Il enseigne les mathématiques à l'université de Messine à partir de 1635. Il est chargé par le sénat de Messine de recruter d'éminents professeurs. Il va à Naples, Rome, Florence, Bologne, Venise et Padoue pour rencontrer les savants de ces universités, dont Galileo Galilei à Florence vers 1640.
Vers 1650 il s'intéresse à la digestion, notamment chez les animaux à gésier. En observant les poules il découvre que les cailloux qu'elles ingèrent en même temps que les graines leur permettent de broyer ces dernières. Par l'expérience, il prouve que le gésier de ces animaux est capable de broyer des billes de verre. Ces observations et expériences sont la base de sa théorie selon laquelle la digestion est avant tout un phénomène mécanique de trituration,.

Euclides restitutis, publié par Borelli en 1658.

En 1656, il obtient la chaire de mathématiques à l'université de Pise. C'est là qu'il rencontre l'anatomiste Marcello Malpighi. Il fonde l'Accademia degli investigandi qui traite de médecine, de physiologie, de mathématiques et de physique. C'est à Pise que Borelli, poussé par les études de Malpighi, commence les premières recherches scientifiques sur le mouvement animal. Cet intérêt ne le quittera plus.
Il s'intéresse à l'astronomie et installe en 1665 un observatoire astronomique à San Miniato. Il pressent que la trajectoire circulaire des planètes est due à la combinaison d'une force centrifuge et d'une force centripète mais rejette la notion d'attraction.
Il retourne à Messine en 1668, mais quitte de nouveau  cette ville en 1674, à la suite d'un incident politique, pour se retirer à Rome, dans la maison des clercs réguliers (frères des écoles pies) de l'église Saint Pantaléon. Il y vit comme un religieux, tout en écrivant un grand ouvrage médical, De motu animalium, sur ses travaux effectués à Pise. Dans cet ouvrage, publié après sa mort, il tente d'expliquer les mouvements du corps des animaux grâce à des principes de mécanique.

## Travaux

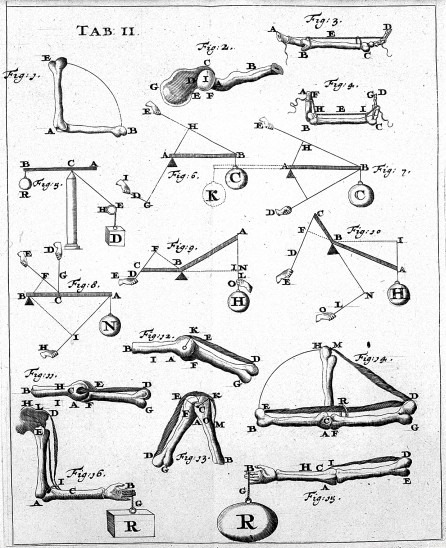
Planche du De motu animalium

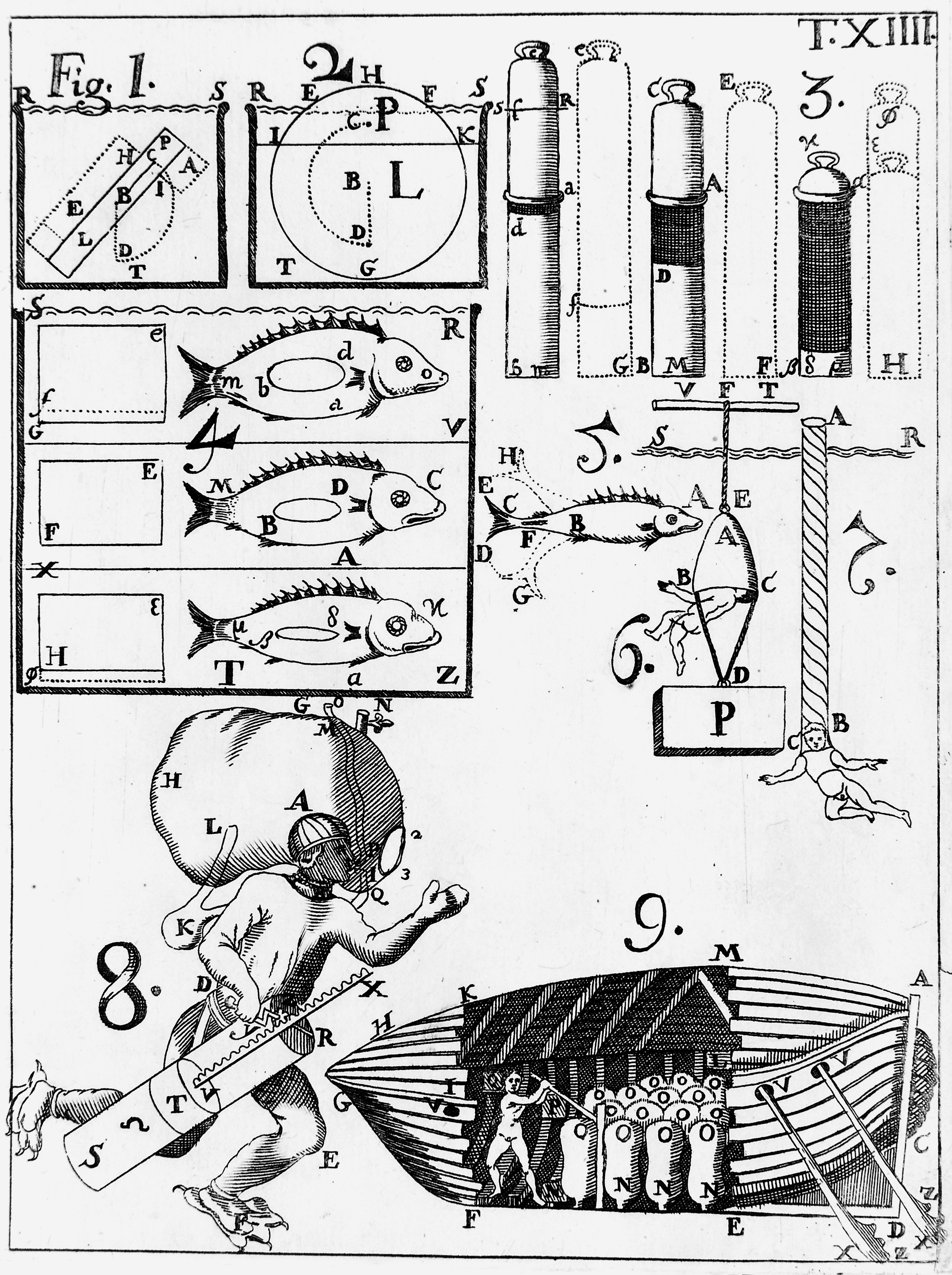
Nage sous-marine à l'image de la nage des poissons.

Il est considéré comme le « père de la biomécanique ».

### Os et muscles
Dans De motu animalium (première partie), il compare les os et les muscles du corps humain  à une machine constituée de leviers (les os) et de cordes (les muscles). Son livre s'ordonne comme des propositions géométriques, démontrant d'abord les forces impliquées dans différents types de leviers avec différents poids attachés. Il applique ensuite les conclusions au corps humain, calculant les forces musculaires du bras étendu avec des poids attachés à l'extrémité des doigts, ou celles du pied et de la cheville lors de la marche avec charge pesante sur le dos. Dans ce domaine, ses résultats numériques sont d'une exactitude remarquable.
Il étudie ainsi la marche des quadrupèdes, le vol des oiseaux et la nage des poissons, décomposant les mouvements en une série de modèles géométriques pour y appliquer les lois de la statique.
Selon Borelli, les muscles sont constitués de fibres semblables à de petits cylindres remplis de substances poreuses, qu'il considère mathématiquement comme une série de losanges. Lors de la contraction, le muscle se raccourcit et se gonfle (transformation des losanges). Il assimile la contraction musculaire à la corde mouillée qui, elle aussi, gonfle et se raccourcit. Un « esprit animal » part du cerveau, parcourt les nerfs jusqu'aux muscles, où, au contact du sang, il provoque une réaction de fermentation et d'effervescence chimique (« mouillage de la corde »).
Il classe les muscles selon leur disposition des fibres : orbiculaires, prismatiques, penniformes, radiaux et sphinctériens. Il distingue en les réunissant les muscles d'action opposés (agonistes et antagonistes), et définit les positions de repos comme des tensions intermédiaires entre muscles opposés.
Lors de son étude sur la nage des poissons, Borelli présente le premier appareil de nage sous-marine autonome. Il est à ce titre considéré comme le premier inventeur du scaphandre. Le gaz expiré était dilué dans l'eau. Le casque était fermé par une vitre en verre de 0.6 m de diamètre. Cet appareil n'a jamais été testé.

### Organes
Dans la deuxième partie de l'ouvrage, il traite des mouvements et de l'action des principaux organes. Il compare la mécanique respiratoire à une horloge munie d'un pendule. Les particules d'air qui entrent dans le sang agissent comme des petites machines à oscillations qui transmettent mouvement et régularité aux phénomènes vitaux. Il découvre le rôle actif des muscles intercostaux au cours de l'inspiration.
La formation de l'urine n'est pas un processus de fermentation du sang dans les reins (comme le soutenait Van Helmont), mais un processus de séparation mécanique, les reins agissant comme des filtres.
L'action du cœur est liée à sa structure en fibres musculaires. Mais ici, il se trompe en voulant appliquer des méthodes mathématiques à des phénomènes complexes, ses résultats sont fortement exagérés. Par exemple, il calcule la force de contraction du cœur comme équivalente à un poids de plus de 3 000 livres. En estimant la résistance des artères à soixante fois ce poids, il donne au cœur une force totale — immense — de 180 000 livres.
Toutefois, il réfute l'idée que le cœur est la source de la chaleur innée en utilisant un thermomètre lors de la vivisection d'un cerf. Il montre que la température du cœur est identique à celle des entrailles. Le cœur n'est pas un soleil dans le microcosme. La chaleur du cœur n'a pas besoin d'être rafraîchie par l'air des poumons, ce qui met fin à 2 000 ans de croyance.

### Fièvres et pestilences
Borelli renverse ici la médecine humorale par des explications atomistes et mécanistes. Dans son ouvrage Della cagioni delle febbri maligne, les fièvres sont provoquées par des vapeurs toxiques qui agissent directement sur les organes, bloquant et pertubant la libre circulation de particules entre les organes (mouvements vitaux). La fièvre est une réaction de défense salutaire qui accélère les mouvements internes de l'organisme. Toutes les maladies peuvent se réduire à des anomalies de passage de particules, obstruction ou dérangement de structures.
Ce texte sur les fièvres est considéré comme le premier manifeste de médecine mécaniste, rappelant l'école méthodique de l'Antiquité. Il s'inscrit toutefois dans un contexte plus moderne :  entre la découverte de la circulation sanguine de Harvey et les découvertes microscopiques de Leeuwenhoek. Dans sa conception atomiste et mécaniste de la maladie, Borelli imagine l'organisme comme un ensemble ordonné de « machines minuscules », ce qui fait de lui un précurseur de la physiologie.
Il a aussi écrit sur la mécanique, l'astronomie, la physique, et a donné des éditions d'Euclide et d'Apollonius de Perga, 1661 avec traduction latine. Il avait exprimé dès 1666 l'idée de la gravitation universelle, démontrée une vingtaine d'années après par Isaac Newton.

## Œuvres

### Publications (sélection)
- (it) Della cagioni delle febbri maligne (Pise, 1658) ;
- (la) Euclides restitutus (Pise, 1658) — En ligne : l'édition de Rome 1679 ;
- (la) Apollonii Pergaei Conicorum libri v., vi. et vii. (Livres 5, 6 et 7 d'Apollonios de Perga sur les coniques) (Florence, 1661) ;

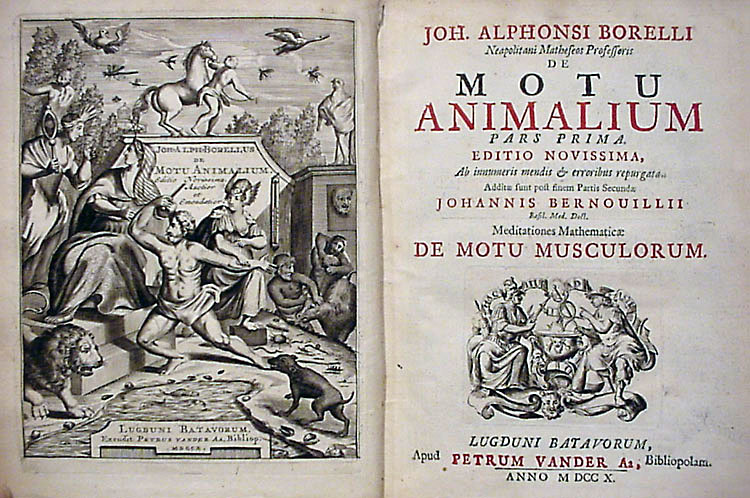
De Motu Animalium (1680)

- (la) De renum usu judicium, Strasbourg, 1664
- (la) Theoricae Mediceorum planetarum, Florence, 1666 — Galilée avait appelé « planètes médicéennes » les satellites de Jupiter.
- (la) De vi percussionis (Bologne, 1667) — En ligne : l'édition de Leyde 1686 ;
  - (it) Risposta di Gio. Alfonso Borelli […] alle considerazioni fatte sopra alcuni luoghi del suo Libro della forza della percossa del R. P. F. Stefano de gl'Angeli […] all'illustrissimo […] Michel Angelo Ricci, 1668 ?
- (la) Historia et meteorologia incendii Aetnaei anni 1669 (Reggio, 1670) ;
  - (it) Storia e meteorologia dell'eruzione dell'Etna del 1669, Giunti, 2001, 271 p.
- (la) De motionibus naturalibus a gravitate pendentibus (Bologne, 1670).
- (la) De motu animalium — Posthume
  - En ligne : première partie (Rome, 1680) ; seconde partie (Rome, 1681)
- (en) Paul Maquet (éd.), Borelli's On the movement of animals — On the natural motions resulting from gravity, 2 vol.

### Correspondance
- (it) Modestino del Gaizo (éd.), Alcune lettere di Giovanni Alfonso Borelli dirette una al Malpighi le altre al al Magliabechi, 1886, 39 p.
- (it) Lettere inedite di Gio. Alfonso Borelli al p. Angelo di S. Domenico sulla versione di Apollonio, Florence, 1916

## Compléments

### Mémoire
- Prix Giovanni Borelli de l'American Society of Biomechanics[13]